# Maximilian Vogel von Falckenstein
Maximilian Eduard August Hannibal Kunz Sigismund Vogel von Falckenstein (né le 29 avril 1839 à Berlin et mort le 7 décembre 1917 au château de Dolzig (de), arrondissement de Sorau (de)) est un général d'infanterie et homme politique prussien.

## Biographie

### Origine
Maximilien est le fils du propriétaire terrien et général d'infanterie prussien Eduard Vogel von Falckenstein (1797-1885), gouverneur général des terres côtières allemandes à Hanovre, et de son épouse Luise Gärtner (1813-1892).

### Carrière militaire
Il rejoint l'armée prussienne en 1855, devient capitaine à l'état-major général en 1871 et devient professeur à l'Académie de guerre en 1881. En 1888, il est promu général de division et commandant de la 2e brigade d'Infanterie de la Garde. En 1889, il devient directeur du Département général de la guerre au ministère de la Guerre. En octobre 1891, il est promu lieutenant général et commandant de la 5e division d'infanterie à Francfort-sur-l'Oder. En 1896, il devient finalement général d'infanterie et commandant général du 8e corps d'armée à Coblence et chef du corps du génie (de). En approuvant sa demande de départ, il fut mis à disposition le 24 mai 1898 avec la nomination simultanée de chef du 19e bataillon de pionniers avec la pension légale.
Vogel von Falckenstein est seigneur du château de Dolzig avec 1000 hectares et député de la chambre des seigneurs de Prusse de 1907 jusqu'à sa mort.

### Famille
Vogel von Falckenstein se marie le 3 septembre 1862 à Coblence Marie baronne von Stoltzenberg (de) (1842–1915).

### Décorations
- 1884 Commandeur de l'Ordre de la Couronne de Wurtemberg [2]
- Chevalier de l'ordre de Dannebrog